# Vyškov (Russia)
Vyškov è una cittadina della Russia europea occidentale, situata nella oblast' di Brjansk. È dipendente amministrativamente dal rajon Zlynkovskij.
Sorge nella parte sudoccidentale della oblast', sul fiume Iput', presso il confine bielorusso lungo l'importante linea ferroviaria che congiunge Mosca con la Bielorussia meridionale.